# Heliocontia canofusa
Heliocontia canofusa là một loài bướm đêm trong họ Noctuidae.